# Saison 2008 des Rays de Tampa Bay
La saison 2008 des Rays de Tampa Bay est la 11e saison en Ligue majeure pour cette franchise. Pour la première fois de son histoire, la formation de Tampa Bay parvient à disputer les Séries mondiales. Elle s'incline face aux Phillies de Philadelphie.

## Intersaison
Le 8 novembre 2007, les Devil Rays de Tampa Bay ont officiellement changé de nom, devenant tout simplement les Rays de Tampa Bay. Les nouvelles couleurs du club (bleu clair, bleu marine et doré) ont été présentées lors d'une soirée de lancement à St. Petersburg en Floride.

## La saison régulière

### Classement
| Ligue américaine (Division Est) | V  | D  | %     | GB   |
| ------------------------------- | -- | -- | ----- | ---- |
| Rays de Tampa Bay               | 97 | 65 | 0.599 | --   |
| Red Sox de Boston               | 95 | 67 | 0.586 | 2.0  |
| Yankees de New York             | 89 | 73 | 0.549 | 8.0  |
| Blue Jays de Toronto            | 86 | 76 | 0.531 | 11.0 |
| Orioles de Baltimore            | 68 | 93 | 0.422 | 28.5 |

## Séries éliminatoires

### Série de division
| # | Date      | Adversaire  | Score | Vic.        | Déf.    | Sauv.   | Affluence | Bilan |
| - | --------- | ----------- | ----- | ----------- | ------- | ------- | --------- | ----- |
| 1 | 2 octobre | White Sox   | 6 - 4 | Shields     | Vázquez | Wheeler | 35 041    | 1-0   |
| 2 | 3 octobre | White Sox   | 6 - 2 | Kazmir      | Buehrle |         | 35 257    | 2-0   |
| 3 | 5 octobre | @ White Sox | 5 - 3 | Danks       | Garza   | Jenks   | 40 142    | 2-1   |
| 4 | 6 octobre | @ White Sox | 6 - 2 | Sonnanstine | Floyd   |         | 40 453    | 3-1   |

### Série de Ligue
| # | Date       | Adversaire | Score      | Vic.        | Déf.      | Sauv.    | Affluence | Bilan |
| - | ---------- | ---------- | ---------- | ----------- | --------- | -------- | --------- | ----- |
| 1 | 10 octobre | Red Sox    | 2 - 0      | Matsuzaka   | Shields   | Papelbon | 35 001    | 0-1   |
| 2 | 11 octobre | Red Sox    | 9 - 8 (11) | Price       | Timlin    |          | 34 904    | 1-1   |
| 3 | 13 octobre | @ Red Sox  | 9 - 1      | Garza       | Lester    |          | 38 301    | 2-1   |
| 4 | 14 octobre | @ Red Sox  | 13 - 4     | Sonnanstine | Wakefield |          | 38 133    | 3-1   |
| 5 | 16 octobre | @ Red Sox  | 8 - 7      | Masterson   | Howell    |          | 38 437    | 3-2   |
| 6 | 18 octobre | Red Sox    | 4 - 2      | Beckett     | Shields   | Papelbon | 40 947    | 3-3   |
| 7 | 19 octobre | Red Sox    | 3 - 1      | Garza       | Lester    | Price    | 40 473    | 4-3   |

### Série mondiale
| # | Date       | Adversaire | Score  | Vic.    | Déf.        | Sauv. | Affluence | Bilan |
| - | ---------- | ---------- | ------ | ------- | ----------- | ----- | --------- | ----- |
| 1 | 22 octobre | Phillies   | 3 - 2  | Hamels  | Kazmir      | Lidge | 40 783    | 0-1   |
| 2 | 23 octobre | Phillies   | 2 - 4  | Shields | Myers       |       | 40 843    | 1-1   |
| 3 | 25 octobre | @ Phillies | 4 - 5  | Romero  | Howell      |       | 45 900    | 1-2   |
| 4 | 26 octobre | @ Phillies | 2 - 10 | Blanton | Sonnanstine |       | 45 903    | 1-3   |
| 4 | 27 octobre | @ Phillies | 3 - 4  | Romero  | Howell      | Lidge | 45 940    | 1-4   |

## Statistiques individuelles

### Batteurs
Note: J = matches joués, AB = passage au bâton, H = coup sûr, Avg. = moyenne au bâton, HR = coup de circuit, RBI = point produit
| Joueur | J | AB | H | Avg. | HR | RBI |
| ------ | - | -- | - | ---- | -- | --- |

### Lanceurs partants
Note: J = matches joués, IP = manches lancées, V = victoires, D = défaites, ERA = moyenne de points mérités, SO = retraits sur prises
| Joueur | J | IP | V | D | ERA | SO |
| ------ | - | -- | - | - | --- | -- |

### Lanceurs de relève
Note: J = matches joués, SV = sauvetages, V = victoires, D = défaites, ERA = moyenne de points mérités, SO = retraits sur prises
| Joueur | J | SV | V | D | ERA | SO |
| ------ | - | -- | - | - | --- | -- |